# Šebetov
Šebetov (in tedesco Schebetau) è un comune della Repubblica Ceca facente parte del distretto di Blansko, in Moravia Meridionale.